# غوتسه دلتشو
غوتسه دلتشو (بالفرنسية: Gotse Delchev, Blagoevgrad Province)‏ هي مدينة تقع في بلغاريا في Gotse Delchev Municipality. يقدر عدد سكانها بـ 32,240 نسمة .

## أعلام
- هيرستو زلاتينسكي
- ديميتار ماكرييف
- جورجي ماركوف
- دانيال نوموف
- فاسيل بوجيكوف